# Феньково (Тверская область)
Феньково — деревня в Удомельском городском округе Тверской области.

## География
Деревня находится в северной части Тверской области на расстоянии приблизительно 23 км на северо-запад по прямой от железнодорожного вокзала города Удомля.

## История
Деревня известна с 1478 года. В 1859 году владение Елисаветы Дмитриевны Сназиной-Тормасовой. Дворов (хозяйств) было 7 (1859 год), 14 (1886), 19 (1911),13 (1958), 6 (1986), 1 (1999). В советский период истории здесь действовали колхозы «Феньково», им. Жданова, «Россия», «Бережок». До 2015 года входила в состав Котлованского сельского поселения до упразднения последнего. С 2015 года в составе Удомельского городского округа.

## Население
Численность населения: 64 человека (1859 год), 89 (1886), 111 (1911), 30 (1958), 8 (1986), 1 (1999), 1 (русские 100 %) в 2002 году, 0 в 2010.